# 3435 Boury
3435 Boury eller 1981 XC2 är en asteroid i huvudbältet som upptäcktes den 2 december 1981 av den belgiske astronomen François Dossin vid Haute-Provence-observatoriet. Den är uppkallad efter den belgiske astronomen Arsène Boury.
Asteroiden har en diameter på ungefär 7 kilometer.